# Luna nueva (álbum de Diego Torres)
Luna nueva es el título del tercer álbum de estudio grabado por el cantautor argentino Diego Torres. Fue lanzado al mercado bajo el sello discográfico BMG U.S. Latin el 17 de diciembre de 1996. El álbum Luna nueva fue producido por el propio artista junto a Celso Valli, Marcelo Wengrovski y Dany Tomás y cuenta con 13 canciones. El álbum ha vendido más 400.000 copias en toda Latinoamérica y España. El vídeo musical del primer sencillo del álbum «Sé que ya no volverás» fue nominada para el Premio Lo Nuestro premio de vídeo del año en 1997.

## Lista de canciones
| Luna nueva |                                 |                                                                     |          |  |
| N.º        | Título                          | Escritor(es)                                                        | Duración |  |
| 1.         | «Luna nueva»                    | Dany Tomás · Diego Torres · Marcelo Wengrovski                      | 4:53     |  |
| 2.         | «Quise olvidar»                 | Dany Tomás · Diego Torres · Marcelo Wengrovski                      | 4:42     |  |
| 3.         | «No lo soñé» (Versión rítmica)  | Dany Tomás · Diego Torres · Marcelo Wengrovski                      | 4:28     |  |
| 4.         | «Sé que ya no volverás»         | Dany Tomás · Diego Torres · Marcelo Wengrovski                      | 4:17     |  |
| 5.         | «Sé que hay algo más»           | Teddy Fernández · Diego Torres                                      | 4:48     |  |
| 6.         | «Se dejaba llevar por ti»       | Antonio Vega                                                        | 4:51     |  |
| 7.         | «Siempre hay un camino»         | Dany Tomás · Diego Torres · Marcelo Wengrovski                      | 4:15     |  |
| 8.         | «No todo está perdido»          | Dany Tomás · Diego Torres · Marcelo Wengrovski                      | 5:07     |  |
| 9.         | «Alba» (con Ketama)             | Antonio Flores                                                      | 3:48     |  |
| 10.        | «Océano»                        | Djavan                                                              | 4:40     |  |
| 11.        | «Cuando el mundo da vueltas»    | Dany Tomás · Diego Torres · Marcelo Wengrovski                      | 4:38     |  |
| 12.        | «No lo soñé» (Versión acústica) | Dany Tomás · Diego Torres · Marcelo Wengrovski                      | 4:41     |  |
| 13.        | «Penélope»                      | Joan Manuel Serrat · Dany Tomás · Diego Torres · Marcelo Wengrovski | 5:20     |  |
| 53:00      |                                 |                                                                     |          |  |